# Allerdale
Allerdale es un distrito no metropolitano con el estatus de municipio, ubicado en el condado de Cumbria (Inglaterra). Fue constituido el 1 de abril de 1974 bajo la Ley de Gobierno Local de 1972 como una fusión del antiguo municipio de Workington, los distritos urbanos de Maryport, Cockermouth y Keswick, y los distritos rurales de Cockermouth y Wigton.

## Geografía
Según la Oficina Nacional de Estadística británica, Allerdale tiene una superficie de 1241,47 km².

## Demografía
Según el censo de 2001, Allerdale tenía 93 492 habitantes (48,74% varones, 51,26% mujeres) y una densidad de población de 75,31 hab/km². El 18,82% eran menores de 16 años, el 72,8% tenían entre 16 y 74, y el 8,38% eran mayores de 74. La media de edad era de 40,99 años. 
Según su grupo étnico, el 99,39% de los habitantes eran blancos, el 0,25% mestizos, el 0,14% asiáticos, el 0,05% negros, el 0,12% chinos, y el 0,06% de cualquier otro. La mayor parte (98,22%) eran originarios del Reino Unido. El resto de países europeos englobaban al 0,82% de la población, mientras que el 0,23% había nacido en África, el 0,38% en Asia, el 0,19% en América del Norte, el 0,03% en América del Sur, el 0,12% en Oceanía, y el 0,01% en cualquier otro lugar. El cristianismo era profesado por el 85,24%, el budismo por el 0,09%, el hinduismo por el 0,04%, el judaísmo por el 0,03%, el islam por el 0,11%, y cualquier otra religión, salvo el sijismo, por el 0,12%. El 8,17% no eran religiosos y el 6,2% no marcaron ninguna opción en el censo.
El 38,65% de los habitantes estaban solteros, el 45,86% casados, el 1,4% separados, el 6,24% divorciados y el 7,85% viudos. Había 39 781 hogares con residentes, de los cuales el 29,17% estaban habitados por una sola persona, el 9,59% por padres solteros con o sin hijos dependientes, el 59,88% por parejas (52,85% casadas, 7,03% sin casar) con o sin hijos dependientes, y el 1,37% por múltiples personas. Además, había 1751 hogares sin ocupar y 1286 eran alojamientos vacacionales o segundas residencias.